# Bukit Baru (Pegagan Hilir)
Bukit Baru is een bestuurslaag in het regentschap Dairi van de provincie Noord-Sumatra, Indonesië. Bukit Baru telt 664 inwoners (volkstelling 2010).